# Bok de Korver
Johannes Marius ("Bok") de Korver (Roterdã, 27 de janeiro de 1883 - 22 de outubro de 1957) foi um futebolista neerlandês, medalhista olímpico.
Bok de Korver competiu nos Jogos Olímpicos de Verão de 1908 em Londres e Estocolmo 1912. Ele ganhou a medalha de bronze, em ambas ocasiões.